# Colonna di Eliseg

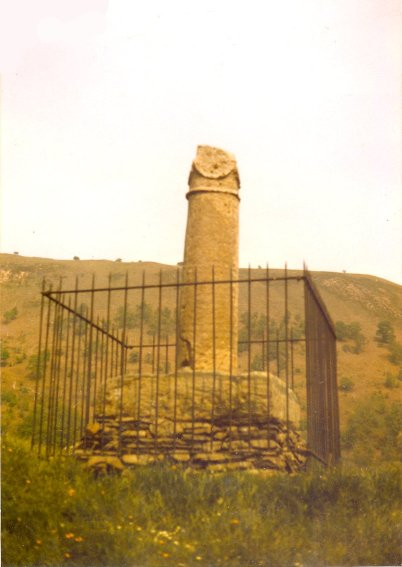
La colonna di Eliseg

Il Pilastro o Colonna di Eliseg (in gallese: Croes Elisedd, noto anche come Colonna di Eliseg) è un monumento antico situato nei pressi dell'abbazia di Valle Crucis, nel Denbighshire, Galles, presso le coordinate geografiche 52.99212°N, 3.189316°W. Fu eretto nel IX secolo dal re di Powys Cyngen ap Cadell in onore del suo bisnonno Elisedd ap Gwylog, una figura importante della dinastia reale di Powys. Il nome "Eliseg", usato nell'iscrizione, è generalmente considerato un errore di trascrizione da parte dell'incisore.

## Storia
Il pilastro fu innalzato nel corso del IX secolo, ma la collinetta artificiale su cui si erge è molto più antica, risalente probabilmente all'Età del Bronzo Antico (circa 2000 a.C.). Il sito, oltre ad avere una valenza commemorativa e politica, ha anche un importante valore archeologico e funerario.
Durante la Guerra civile inglese, il monumento venne abbattuto dai Roundheads (i parlamentari). Sotto la colonna fu scoperta una tomba. Nel 1696 l'antiquario Edward Lhuyd esaminò i resti del pilastro e trascrisse l'iscrizione, che all'epoca era ancora in gran parte leggibile. Successivamente, la parte inferiore andò perduta, ma la metà superiore fu rimessa in piedi nel 1779. Oggi l'iscrizione è praticamente illeggibile.

## Iscrizione
L'iscrizione latina originale era composta da trentuno righe in scrittura insulare. Essa menzionava diversi personaggi anche noti dalla Historia Brittonum e integrava i dati contenuti in tale opera. Il testo fu trascritto in maniera sorprendentemente accurata da Edward Lhuyd nel XVII secolo. Secondo gli studiosi moderni, la sua copia è considerata affidabile.

### Iscrizione latina
Concenn filius Cattell Cattell / filius Brohcmail Brohcmal filius / Eliseg Eliseg filius Guoillauc
Concenn itaque pronepos Eliseg / edificauit hunc lapidem proauo / suo Eliseg
Ipse est Eliseg qui nec/xit(?) hereditatem Pouos … mort / c autem(?) per uim …e potestate Anglo/[rum]…in gladio suo parta in igne /
Quicu]mque recit(a)uerit manescr[i]p/[tum] … m det benedictionem supe/[r animam] Eliseg
Ipse est Concenn /……… … manu / ……… e ad regnum suum Pouos / …… …… et quod / …… … …… / …… ……  montem /… ………… /………
… monarchiam / … … ail Maximus Brittanniae / … nn Pascen[t] … Mau[n] Annan / … Britu a[u]t[e]m filius Guarthi/[girn] que(m) bened[ixit] Germanus que(m) / … peperit ei Se[v]ira filia Maximi / [re]gis qui occidit regem Romano/rum
Conmarch pinxit hoc / chirografu(m) rege suo poscente / Concenn

Benedictio d(omi)ni in Con/cenn et s(imilite)r(?) i(n) tota familia eius / et in(?) tota ragione(m?) Pouois / usque in

### Traduzione dell'iscrizione
Concenn figlio di Cattell, Cattell figlio di Brochmail, Brochmail figlio di Eliseg, Eliseg figlio di Guoillauc.
E Concenn, pronipote di Eliseg, eresse questa pietra per il suo bisnonno Eliseg.
Lo stesso Eliseg che riconquistò l’eredità di Powys ... per nove (anni?) dal dominio degli Angli, con la sua spada e con il fuoco.
Chiunque leggerà questa iscrizione dia una benedizione all’anima di Eliseg.
Questo è Concenn che ... con la sua mano ... al suo regno di Powys ... e che ... la montagna
[la colonna è spezzata; una o più righe sono andate perdute]
... la monarchia ... Massimo ... della Britannia ... Concenn, Pascent, Maun, Annan ... Britu figlio di Vortigern, che fu benedetto da Germano, e che Sevira, figlia di Massimo il re, partorì, il quale uccise il re dei Romani.
Conmarch scrisse questa iscrizione su richiesta del suo re Concenn.
La benedizione del Signore sia su Concenn e su tutta la sua famiglia, e sull’intera regione di Powys fino a ...ì

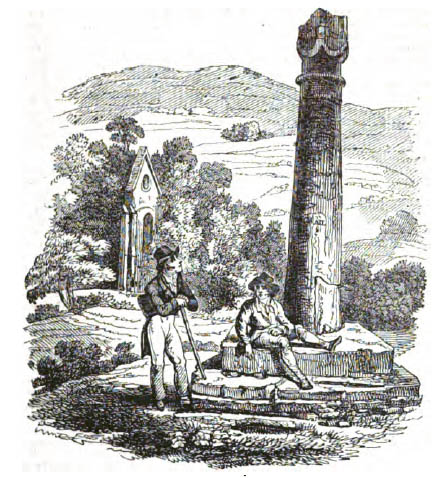
Litografia del Pilastro nel XVIII secolo

## Scavi archeologici
Nel 1773, il proprietario del terreno, Trevor Lloyd, riferì di aver effettuato un esame del sito e di aver trovato una sepoltura in cista litica contenente uno scheletro e alcuni manufatti, poi rimossi.
Dal 2010 al 2012, il sito è stato oggetto di scavi archeologici sistematici nell’ambito del Project Eliseg, che ha rivelato diverse fasi costruttive della collinetta:
- Prima fase: una piattaforma circolare delimitata da pietre (cairn), databile attorno al 2000 a.C. Al suo interno fu scoperta una cista con resti ossei umani combusti.
- Seconda fase: sopraelevazione del cairn con nuove sepolture. Una cista conteneva 7 kg di ossa cremate appartenenti a individui di diverse età. Tra gli oggetti ritrovati figurano un coltello in selce e una spilla ossea.
- Fase finale: risalente all’epoca moderna, probabilmente successiva alla rieretta del pilastro nel XVIII secolo.[6]